# Jean-Paul Dekiss
Jean-Paul Dekiss de Nemesker, né le 30 octobre 1946 à Friedrichshafen, est un réalisateur, écrivain et vernien français.

## Biographie
Élevé dans la Beauce, il fait ses études secondaires comme pensionnaire au lycée Hoche de Versailles. Il obtient en 1968 un diplôme d'études générales audiovisuelles à l'Institut des hautes études cinématographiques.
Scénariste, réalisateur et producteur de films, il quitte le cinéma après le Festival de Cannes de 1998. Il se tourne alors vers la littérature et se consacre d’abord à l’actualisation et à la valorisation de l’œuvre de Jules Verne (1996-2011). Fondateur de la Revue Jules Verne en 1996, il préside le Centre international Jules Verne de 1996 à 2000. Il en devient ensuite directeur (2000-2011) et, à ce titre, est le responsable en 2005 de l'organisation des commémorations du centenaire de la mort de Jules Verne. Il conçoit alors, entre autres, l’exposition Jules Verne de Bergen, la plus importante jamais réalisée sur l’écrivain (220 000 visiteurs).
Il développe pour la Maison de Jules Verne à Amiens un projet d'envergure international et un important programme d'activités littéraires.
Président de la Fédération des maisons d'écrivains et des patrimoines littéraires (2000-2002), il représente les musées littéraires à ICOM France à partir de 2004 et assure le secrétariat général du Comité mondial des musées littéraires (ICLM) de 2007 à 2010. Il organise en 2010 au musée Pouchkine de Moscou, avec des artistes et des musées russes, la première exposition internationale consacrée à des lieux littéraires. En 2011, il lance les résidences internationales d’écrivains « Romanciers & poètes, Écrire le travail » dont les premières publications paraîtront fin 2012.
Il est le président de La Ferme des Lettres depuis 2014.

## Travaux
- Un Fil à La Paz, sous le nom De Kiss Nemesker, Hachette, 1989.
- Jules Verne, le rêve du progrès, coll. « Découvertes Gallimard / Littératures » (no 119), 1991.
- Jules Verne, l'enchanteur, Éditions du Félin, 1999.
- Entretiens avec Julien Gracq, Éditions José Corti, 2001.
- Jules Verne, la science et l'homme contemporain, avec Michel Serres, Le Pommier, 2003.
- Jules Verne : De la science à l'imaginaire, avec Philippe de la Cotardière, Gabriel Gohau, Michel Crozier et Alexandre Tarrieu, Larousse, 2004.
- Jules Verne : Un humain planétaire, Textuel, 2005.
- Jules Verne : Le poète de la science, avec Agnès Marcetteau-Paul, Claude Lepagnez, A. Tarrieu, Philippe Valetoux et Samuel Sadaune, Le Timée, 2005.
- Jules Verne, l'enchantement du monde, avec Michel Serres, Le Pommier, 2010.
- Jules Verne à Amiens : la maison des voyages, Belin, 2014.
- Aeviternité (roman), Editions de l'Alisier blanc, 2021.

## Filmographie

### Réalisation
On lui doit la réalisation d'une vingtaine de courts métrages, dont :
- Les Murs d’une révolution (Portugal 1975), nommé aux Césars,
- Napoléon l’aveugle (avec Christian Bouillette et Dominique Scheder), 1978,
- Parking (l’occupation des filatures Schlumpf à Mulhouse), sélection Festival de Cannes 1980,
- Jeux de rôle, drôles de jeux, série télé, FR3, 1985,
- Danube (avec Jany Holt, Bernard Giraudeau, Roland Blanche, André Wilms) 1989.

### Production
Il a produit six longs métrages, dont :
- Dieu n’existe pas, de András Jeles, sélection officielle Festival de Berlin 1993,
- Chira Chiralina, 1993,
- L'hirondelle noire, 1997,
- Les Garçons Witman, de János Szás, 1997, sélection officielle, Cannes 1998,
- Un hiver au bout du monde, 1999.

### Direction
- Voisin, voisine (série télévisée), 1988.
- Les murs d'une révolution, 1976, nommé pour le César du meilleur court métrage documentaire 1977.
- La nuit du grand peuple lent, 1976 (et auteur).